# Brian Tufano
Brian R. Tufano (* Ende 1939 in London-Hammersmith; † 14. Januar 2023) war ein britischer Kameramann.

## Leben und Wirken
Der im letzten Quartal des Jahres 1939 geborene Tufano begann seine berufliche Laufbahn im Alter von 16 Jahren als Page bei den Lime Grove-Studios der BBC. Er durchlief anfänglich die unterschiedlichsten Hilfsjobs: So wirkte Tufano mal als Assistent eines Filmvorführers, mal begleitete er Kameracrews bei nächtlichen Aufnahmen, um dort die grundlegenden Begriffe der Aufnahmetechnik zu erlernen.
Bald ließ man ihn seine ersten eigenen Dokumentarfilmaufnahmen anfertigen. Seit 1963 fotografierte er BBC-Produktionen, im Jahr darauf erstmals auch eine Kinofilmproduktion. Anfänglich handelte es sich bei Tufanos Arbeiten vor allem um kurze bis mittellange Dokumentarfilme. Noch im Laufe der 60er Jahre lernte er den Regisseur Jack Gold kennen, der ihm 1977 den ersten Kameraauftrag für einen abendfüllenden Spielfilm geben sollte. Tufano fotografierte aber auch weiterhin nebenbei kurze wie dokumentarische Filme, für Ridley Scotts Science-Fiction-Film Blade Runner lieferte er 1981 einige zusätzliche Aufnahmen.
In der Folgezeit stand Tufano bei einer Reihe von ungewöhnlichen, bisweilen sogar sehr ambitionierten Inszenierungen hinter der Kamera, die sein beachtliches Talent als Bildgestalter jenseits des Unterhaltungsmainstreams unter Beweis stellen sollten. So fotografierte er so unterschiedliche Stoffe wie Quadrophenia, Dreamscape – Höllische Träume, Kleine Morde unter Freunden, Trainspotting – Neue Helden und Billy Elliot – I Will Dance. Trotz intensiver Tätigkeit für den anglo-amerikanischen Kinofilm blieb Brian Tufano auch (vor allem bis 1997) regelmäßig für das Fernsehen aktiv. 1977 zeichnete er bei zwei Fernsehfilmen (Rehearsal, A Little Outing) als Regisseur verantwortlich.
Tufano erhielt für seine Arbeit eine Reihe von Filmpreisen und wurde auch mehrfach nominiert, so z. B. für den BAFTA Award. Außerdem lehrte er den Umgang mit der Kamera an Englands bedeutendster Filmhochschule, der National Film and Television School.

## Filmografie (Auswahl)
| - 1963: The Long Journey (mittellange TV-Dokumentation) - 1964: South Bank (kurze Doku) - 1965: Cliff (TV-Serie) - 1966: Man Alive (TV-Serie) - 1967: The World of Coppard (TV) - 1968: Mrs. Lawrence Will Look After It (TV) - 1968: Strip Poker (Kurzfilm) - 1969: Take Three Girls (TV-Serie) - 1969: Season of the Witch (TV) - 1970: The Lie (TV) - 1970: Requiem for Modigliani (TV) - 1971: Orkney (TV-Doku) - 1971: The Search for the Nile (TV-Doku) - 1972: The Gangster Show – The Resistable Rise of Arturo Ui (TV) - 1972: Speech Day (TV) - 1972: Bouncing Boy (TV) - 1973: Blooming Youth (TV) - 1973: The Withered Arms (TV) - 1973: Nureyev (TV-Dokumentation) - 1974: Steven (TV) - 1974: The Enemy Weithin (TV) - 1975: Daft as a Brush (TV) - 1975: Moll Flanders (TV-Zweiteiler) - 1975: Three Men in a Boat (TV) - 1976: Play Things (TV) - 1976: Rogue Male (TV) - 1977: The Price of Coal (TV) - 1977: Seemanns Heimkehr (Sailor‘s Return) - 1978: Quadrophenia - 1979: Heavy Metal (UA: 1981) - 1980: The Wall (TV) - 1981: Murder is Easy (TV) - 1982: Verflucht sei, was stark macht (The Lords of Discipline) - 1983: Dreamscape – Höllische Träume (Dreamscape) - 1985: Trapped in Silence (TV) | - 1987: Die jungen Krieger (War Party) - 1988: Gezinktes Spiel (The Endless Game) (TV-Zweiteiler, UA: 1990) - 1989: Riding the Dog (mittellange TV-Dokumentation) - 1989: Tod in Namibia (Windprints) - 1991: Ruby - 1993: Kleine Morde unter Freunden (Shallow Grave) - 1994: The Choir (TV-Fünfteiler) - 1995: Gerichtsmediziner Dr. Leo Dalton (TV-Serie) - 1995: True Blue - 1995: Trainspotting – Neue Helden (Trainspotting) - 1996: Jump Boy (Kurzfilm) - 1996: Lebe lieber ungewöhnlich (A Life Less Ordinary) - 1997: Anwältinnen küsst man nicht (What Rats Won’t Do) - 1997: The Life of Stuff - 1998: Alien Love Triangle (UA: 2008) - 1998: East is East - 1998: Virtual Sexuality - 1998: Tube Tales (TV-Mehrteiler) - 1999: Bristol Spotlights (fünfteilige TV-Kurzfilmreihe) - 1999: Billy Elliot – I Will Dance - 2000: Late Night Shopping - 2000: Letzte Runde (Last Orders) - 2001: Man Alone (Kurzfilm) - 2001: Nothing is Blue (Kurzfilm) - 2001: Once Upon a Time in the Midlands - 2002: Rooftops (Kurzfilm) - 2003: Nits (Kurzfilm) - 2003: Teeth (Kurzfilm) - 2004: Streets of London – Kidulthood (Kidulthood) - 2005: Hauptsache verliebt (UA: 2007) - 2005: Featherhead (Kurzfilm) - 2007: My Zinc Bed - 2009: Sex & Drugs & Rock & Roll - 2010: Everywhere and Nowhere |